# The Trail of '98
The Trail of '98 (Brasil: Ouro / Portugal: A Vertigem do Ouro) é um filme mudo norte-americano de 1928, do gênero drama, dirigido por Clarence Brown. O filme é baseado no romance  The Trail of '98 de 1910, escrito por Robert W. Service.

## Elenco
- Dolores del Río ... Berna
- Ralph Forbes ... Larry
- Karl Dane ... Lars Petersen
- Harry Carey ... Jack Locasto
- Tully Marshall ... Salvation Jim
- George Cooper ... Samuel Foote
- Russell Simpson ... Old Swede
- Emily Fitzroy ... Mrs. Bulkey
- Tenen Holtz ... Mr. Bulkey
- Cesare Gravina ... Henry Kelland
- Doris Lloyd
- E. Alyn Warren
- Johnny Downs
- Ray Hallor
- Ray Gallagher
- Francis Ford
- Roscoe Karns
- Jacques Tourneur
- Lou Costello